# Netball

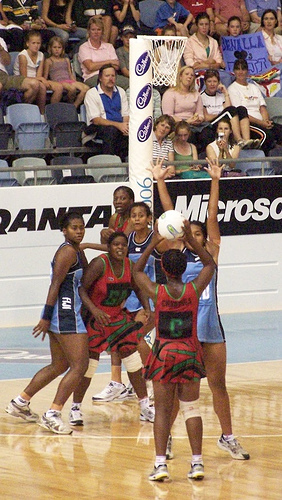
Partie zwischen Malawi und Fidschi

Netball ist ein basketballähnliches Mannschaftsspiel, das hauptsächlich von Mädchen und Frauen gespielt wird. Gespielt wird Netball vor allem im englischsprachigen Raum, insbesondere in Australien, Großbritannien und Neuseeland sowie in Südafrika. In Namibia ist es seit 2018 Nationalsport. Die Sportart wird von World Netball organisiert.

## Beschreibung und Regeln

Netballfeld mit den drei Dritteln

### Das Netballfeld, der Netball und die Körbe
Netball wird auf einem Hartplatz gespielt, der meist einen Belag aus rutschfesten Asphaltzement aufweist. Das Netballfeld ist 100 ft (30,5 m) lang und 50 ft (15,25 m) breit – und somit etwas größer als ein Basketballfeld. Die Körbe mit einem Durchmesser von 15" (380 mm) befinden sich in der Mitte der Grundlinie auf einer Höhe von 10 ft (3,05 m). Das Spielfeld wird beim Netball in drei Drittel zu je 33 1⁄3 ft (10,16 m) unterteilt, das Verteidigungsdrittel, das mittlere Drittel und das Angriffsdrittel. Weiterhin finden sich auf dem Netballfeld ein Mittelkreis und zwei entgegengesetzte Torkreise mit einem Radius von 16 ft (4,9 m) vor dem Korb. Am Rande der Seitenlinie befindet sich meist ein Tisch für die Zeitnehmerin sowie die Anschreiberinnen. Die Schiedsrichterin bewegt sich parallel zur Seitenlinie.
Der Netball ist ein Hohlball mit einem Umfang von 27–28" (680–710 mm) resp. einem Durchmesser von 8.7" (≈22 cm) und einem Gewicht von 14–16 oz (397–454 g) mit einer Leder-, Gummihaut oder entsprechendem synthetischem Material. Er ist damit viel leichter und weicher als ein Basketball. Anders als beim Basketball befindet sich hinter ihm kein Brett, von dem der Ball in den Korb abprallen könnte.

### Die Spielweise und die Netballspielerinnen
Ziel des Spieles ist, wie auch beim Basketball, den Netball in den Korb zu werfen. Dieses ist allerdings nur innerhalb des Torkreises erlaubt. Eine Netballmannschaft besteht aus sieben Spielerinnen, wobei sich jede einzelne Spielerin nur innerhalb bestimmter Drittel bewegen darf. Der Ball wird durch Zuspielen weitergegeben und kann nur so Richtung Korb bewegt werden. Hat eine Spielerin den Ball, darf sie nicht dribbeln, allerdings mit dem Ball in ihren Händen einen Schritt machen.
Beim Netball kann man nur indirekt verteidigen, indem man nämlich einen Pass abfängt. Die verteidigenden Spielerinnen dürfen sich nur bis auf drei Fuß (≈90 cm) ihrer Gegnerin nähern. Durch diese besondere Spielweise von Netball gibt es neben den gewöhnlichen Zuspielformen, wie dem Brustpass und den Schulterpass oder ein indirektes Zuspiel (Zuspiel mit Bodenberührung), auch Zuspielformen wie den Unterhandpass.
Die Aktionsradien der insgesamt 14 Spielerinnen:
| Position           | Gegner             | Aktionsradius                                            |
| ------------------ | ------------------ | -------------------------------------------------------- |
| Hauptangreiferin   | Torfrau            | Angriffsdrittel mit Torkreis                             |
| Angreiferin        | Torverteidigerin   | Angriffsdrittel mit Torkreis und mittleres Drittel       |
| Außenangreiferin   | Außenverteidigerin | Angriffsdrittel ohne Torkreis und mittleres Drittel      |
| Center             | Center             | Alle drei Drittel ohne Torkreise                         |
| Außenverteidigerin | Außenangreiferin   | Verteidigungsdrittel ohne Torkreis und mittleres Drittel |
| Torverteidigerin   | Angreiferin        | Verteidigungsdrittel mit Torkreis und mittleres Drittel  |
| Torfrau            | Hauptangreiferin   | Verteidigungsdrittel mit Torkreis                        |